# العلاقات العراقية الميكرونيسية
العلاقات العراقية الميكرونيسية هي العلاقات الثنائية التي تجمع بين العراق وولايات ميكرونيسيا المتحدة.

## مقارنة بين البلدين
هذه مقارنة عامة ومرجعية للدولتين:
| وجه المقارنة                                              | العراق                       | ولايات ميكرونيسيا المتحدة |
| --------------------------------------------------------- | ---------------------------- | ------------------------- |
| المساحة (كم2)                                             | 437.07 ألف                   | 702                       |
| عدد السكان (نسمة)                                         | 38.27 مليون                  | 105.54 ألف                |
| الكثافة السكانية (ن./كم²)                                 | 87.56                        | 15.03 ألف                 |
| العاصمة                                                   | بغداد                        | باليكير                   |
| اللغة الرسمية                                             | اللغة العربية، اللغة الكردية | لغة إنجليزية              |
| العملة                                                    | دينار عراقي                  | دولار أمريكي              |
| الناتج المحلي الإجمالي (بليون دولار)                      | 197.72 مليار                 | 336.43 مليون              |
| الناتج المحلي الإجمالي (تعادل القوة الشرائية) بليون دولار | 560.73 مليار                 | 365.27 مليون              |
| الناتج المحلي الإجمالي الاسمي للفرد دولار أمريكي          | 4.94 ألف                     | 3.02 ألف                  |
| الناتج المحلي الإجمالي للفرد دولار أمريكي                 | 15.06 ألف                    |                           |
| مؤشر التنمية البشرية                                      | 0.654                        | 0.640                     |
| رمز المكالمات الدولي                                      | +964                         | +691                      |
| رمز الإنترنت                                              | .iq                          | .fm                       |
| المنطقة الزمنية                                           | ت ع م+03:00، ت ع م+04:00     |                           |

## منظمات دولية مشتركة
يشترك البلدان في عضوية مجموعة من المنظمات الدولية، منها:
| علم المنظمة | اسم المنظمة                        | تاريخ انضمام العراق | تاريخ انضمام ولايات ميكرونيسيا المتحدة |
| ----------- | ---------------------------------- | ------------------- | -------------------------------------- |
|             | الاتحاد الدولي للاتصالات           | 12 نوفمبر 1928      | 18 مارس 1993                           |
|             | مؤسسة التنمية الدولية              | 29 ديسمبر 1960      | 24 يونيو 1993                          |
|             | منظمة حظر الأسلحة الكيميائية       | ?                   | ?                                      |
|             | يونسكو                             | 21 أكتوبر 1948      | 19 أكتوبر 1999                         |
|             | الأمم المتحدة                      | 21 ديسمبر 1945      | 17 سبتمبر 1991                         |
|             | وكالة ضمان الاستثمار متعدد الأطراف | 6 أكتوبر 2008       | 11 أغسطس 1993                          |
|             | البنك الدولي للإنشاء والتعمير      | 27 ديسمبر 1945      | 24 يونيو 1993                          |
|             | مؤسسة التمويل الدولية              | 27 ديسمبر 1956      | 24 يونيو 1993                          |

## وصلات خارجية
- موقع وزارة الخارجية العراقية